# Desanka Maksimović
Десанка Максимовић  o  Desanka Maksimović, (Rabrovica,  Valjevo, 16 de mayo de 1898 - Belgrado, 11 de febrero de 1993) fue una exponente de la máxima calidad de la poesía serbia, poetisa, narradora, novelista, escritora, traductora de la poesía rusa, eslovena, búlgara y francesa y profesora de literatura de la Academia Serbia de Ciencias y Artes.  Sus obras han sido traducidas a numerosos idiomas.

## Biografía

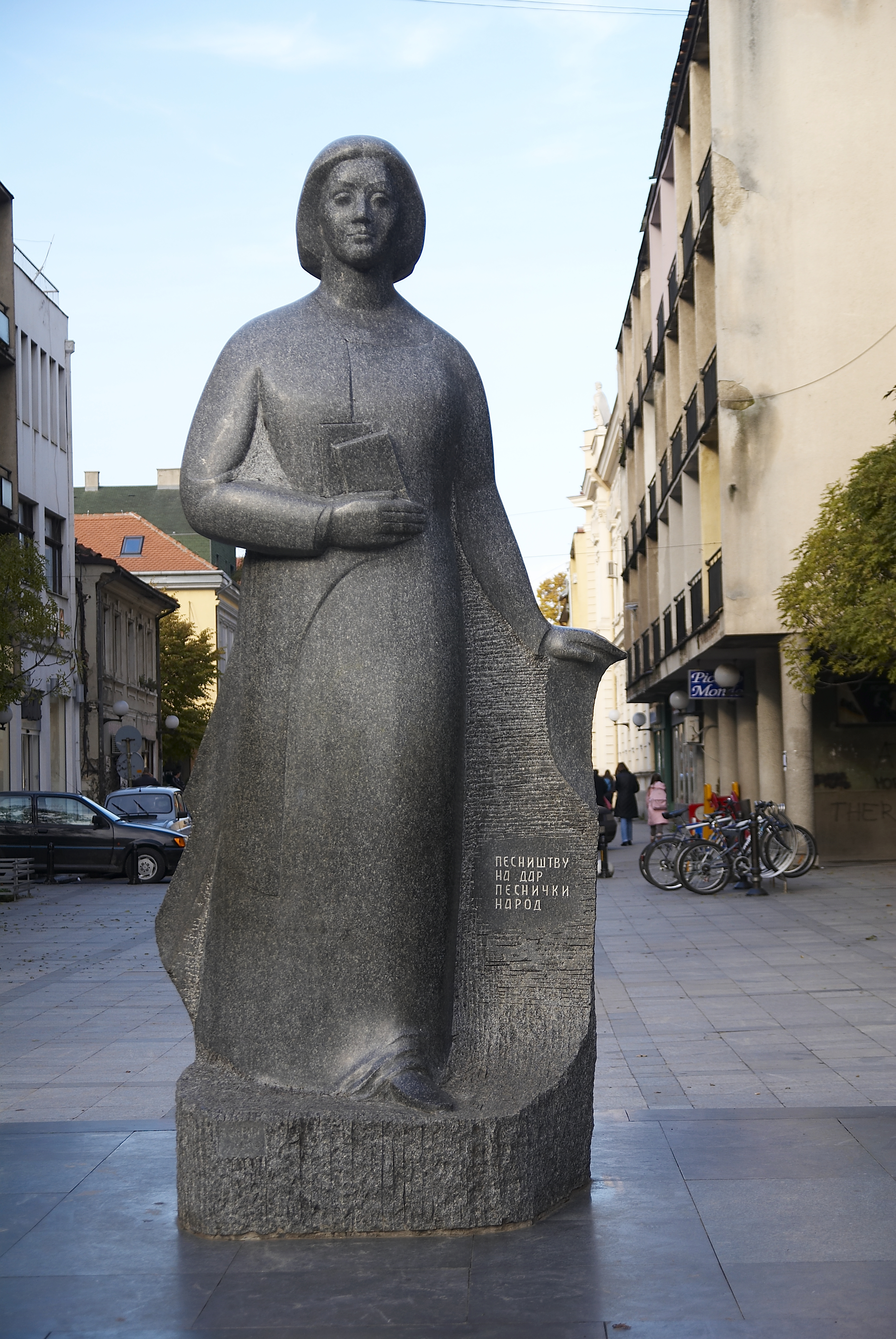
Estatua de Desanka Maksimović en Valjevo.

Brankovina es un pueblo situado en las cercanías de Valjevo, en Serbia. Allí nació e inició sus estudios primarios Maksimovic. 
Estudió filosofía, literatura universal, historia e historia del arte en la  Facultad de Filosofía de la Universidad de Belgrado. Después de su licenciatura trabajó como docente en escuelas secundarias.
Ganó una beca del gobierno francés y pasó un año en París. 
Uno de sus alumnos fue Alečković Mira, que también se convirtió en un poeta y fue su amigo. Sus primeros poemas fueron publicados en 1920 en el diario «El pensamiento». En 1933 se casó con Sergei Slastik, la pareja no tuvo hijos. 
Al comienzo de la Segunda Guerra Mundial se retiró pero volvió a la docencia en 1944. Dejó de enseñar definitivamente en 1953.
El 17 de diciembre de 1959 fue elegida miembro correspondiente de la Academia Serbia de Ciencias y Artes y el 16 de diciembre de 1965, fue declarada miembro de pleno derecho.
Fue una prolífica escritora de libros infantiles. Publicó cerca de cincuenta libros de poemas, canciones y cuentos para niños y jóvenes, además de la narrativa novelística y la literatura de viajes. 
Maksimovic pasó en Brankovina  sus últimos años. Falleció el 11 de febrero de 1993, con 95 años, en Belgrado y fue enterrada bajo un roble centenario en el cementerio de Brankovina.

## Reconocimientos
- Premio Vuk (1974)
- Premio Njegoš (1984)
- Premio AVNOJ (1970)
- Premio del dragón (1958 y 1973)
- Premio de Nueva Generación (1959)

Fue designada ciudadana honoraria de Valjevo.
Existe un monumento a Desanka Maksimovic en Valjevo y una calle en Belgrado que llevan su nombre.

## Obra
- Pesme iz Norveske, Prosveta, (2015), Isbn 978-8607020935.
- Nicija zemlja, Slovo Ljubve (1979).
- Pesme (1924)
- Vrt detinjstva, poèmes (1927)
- Zeleni vitez, poèmes (1930)
- Ludilo srca, nouvlles (1931)
- Srce lutke spavaljke i druge priče za decu (1931, 1943)
- Gozba na livadi, poèmes (1932)
- Kako oni žive, contes (1935)
- Nove pesme (1936)
- Raspevane priče (1938)
- Zagonetke lake za prvake đake, 1942)
- Šarena torbica, poèmes pour enfants (1943)
- Oslobođenje Cvete Andrić, poème (1945)
- Pesnik i zavičaj, poèmes (1945)
- Otadžbina u prvomajskoj povorci, poème (1949)
- Samoglasnici A, E, I, O, U (1949)
- Otadžbino, tu sam (1951)
- Strašna igra, contes (1950)
- Vetrova uspavanka (1953)
- Otvoren prozor, roman (1954)
- Prolećni sastanak (1954)
- Miris zemlje, poèmes choisis (1955)
- Bajka o Kratkovečnoj (1957)
- Ako je verovati mojoj baki, contes (1959)
- Zarobljenik snova (1960)
- Govori tiho, poèmes (1961)
- Prolećni sastanak (1961)
- Patuljkova tajna, contes (1963)
- Ptice na česmi, poèmes (1963)
- Tražim pomilovanje,  (1964)
- Hoću da se radujem, contes (1965)
- Đačko srce (1966)
- Izvolite na izložbu dece slikara (1966)
- Pradevojčica, roman (1970)
- Na šesnaesti rođendan, poèmes (1970)
- Praznici putovanja, récits de voyages (1972)
- Nemam više vremena, poèmes (1973)
- Letopis Perunovih potomaka, poèmes (1976)
- Pesme iz Norveške (1976)
- Bajke za decu (1977)
- Ničija zemlja (1979)
- Vetrova uspavanka, poèmes pour les enfants (1983)
- Međaši sećanja, poèmes (1983)
- Slovo o ljubavi, poèmes (1983)
- Pamtiću sve (1989)
- Nebeski razboj (1991)
- Ozon zavičaja (1991)
- Zovina svirala (1992)